# St. Nikolai (Wszembórz)

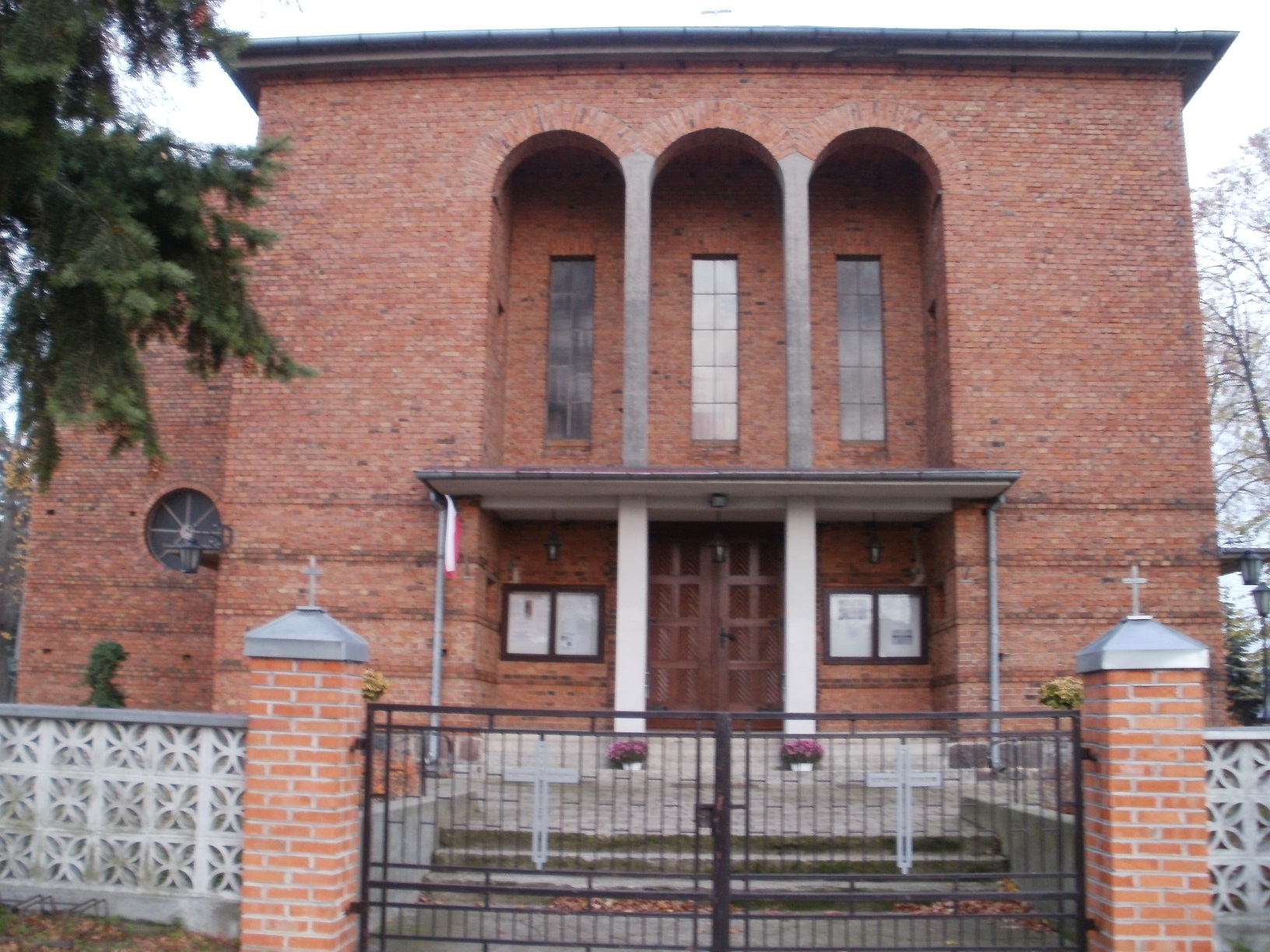
Der Eingang zur Kirche

Die Kirche St. Nikolai ist eine römisch-katholische Backsteinkirche im Dorf Wszembórz, Gmina Kołaczkowo, in der Woiwodschaft Großpolen.

## Beschreibung
Die Kirche wurde von Architekt Stefan Cybichowski aus Posen entwickelt. Der Bau begann im September 1934 und wurde im Mai 1935 abgeschlossen (Rohzustand). 1941 wurde sie von Deutschen besetzt und in eine Kfz-Werkstatt umgewandelt. Nach dem Zweiten Weltkrieg fixierte der Priester Unislaw Smaruj die Schäden am Dach und den Fenstern. Er stattete den Innenraum der Kirche aus.
Die Kirche hat eine Kapazität von etwa 1000 Personen. Bis 1956 war die Gemeinde Rektorat von Kołaczkowo. In den frühen 2010er hat man Fenster mit Glasmalerei installiert.

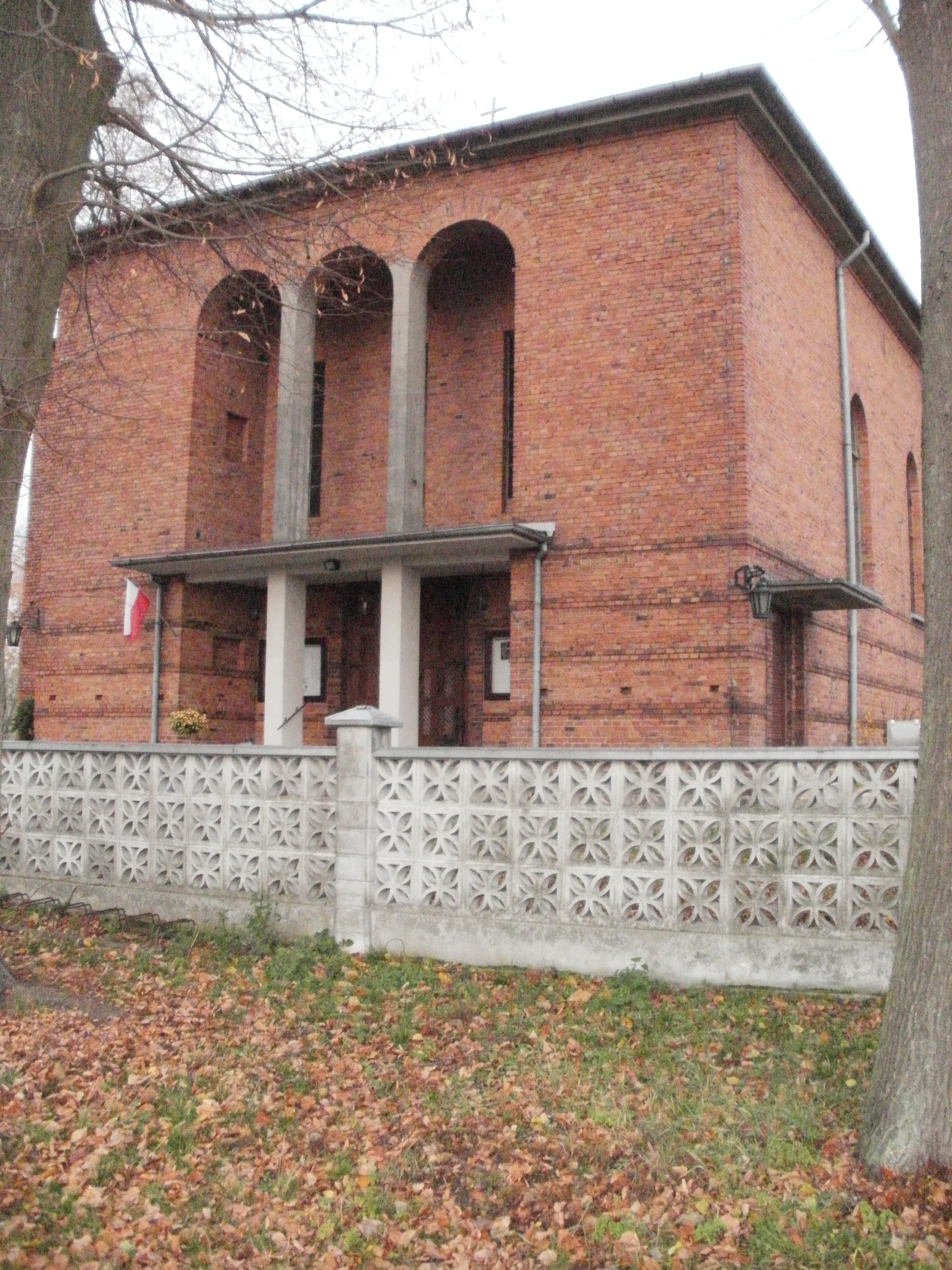
Frontansicht
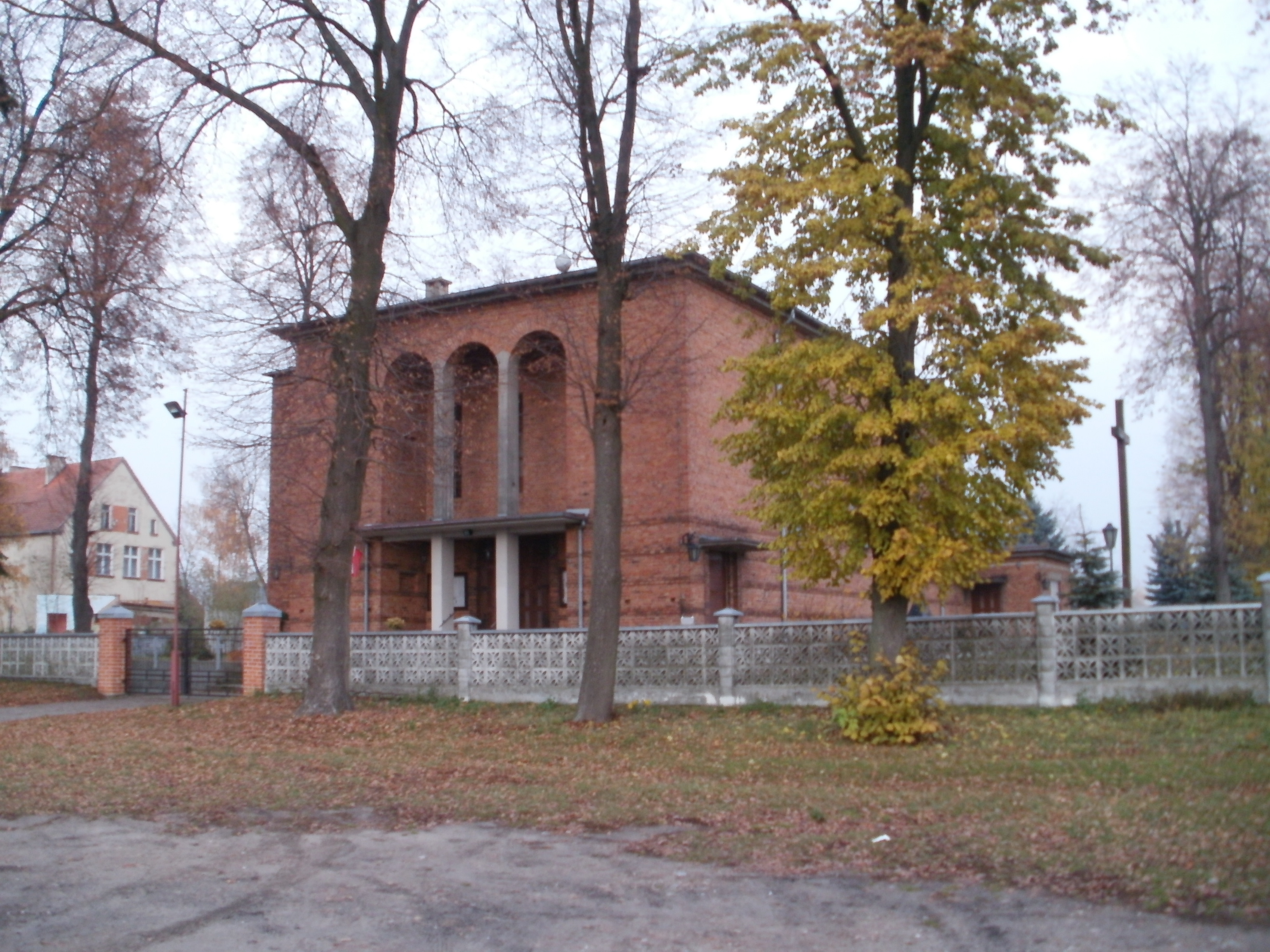
Blick aus der Ferne
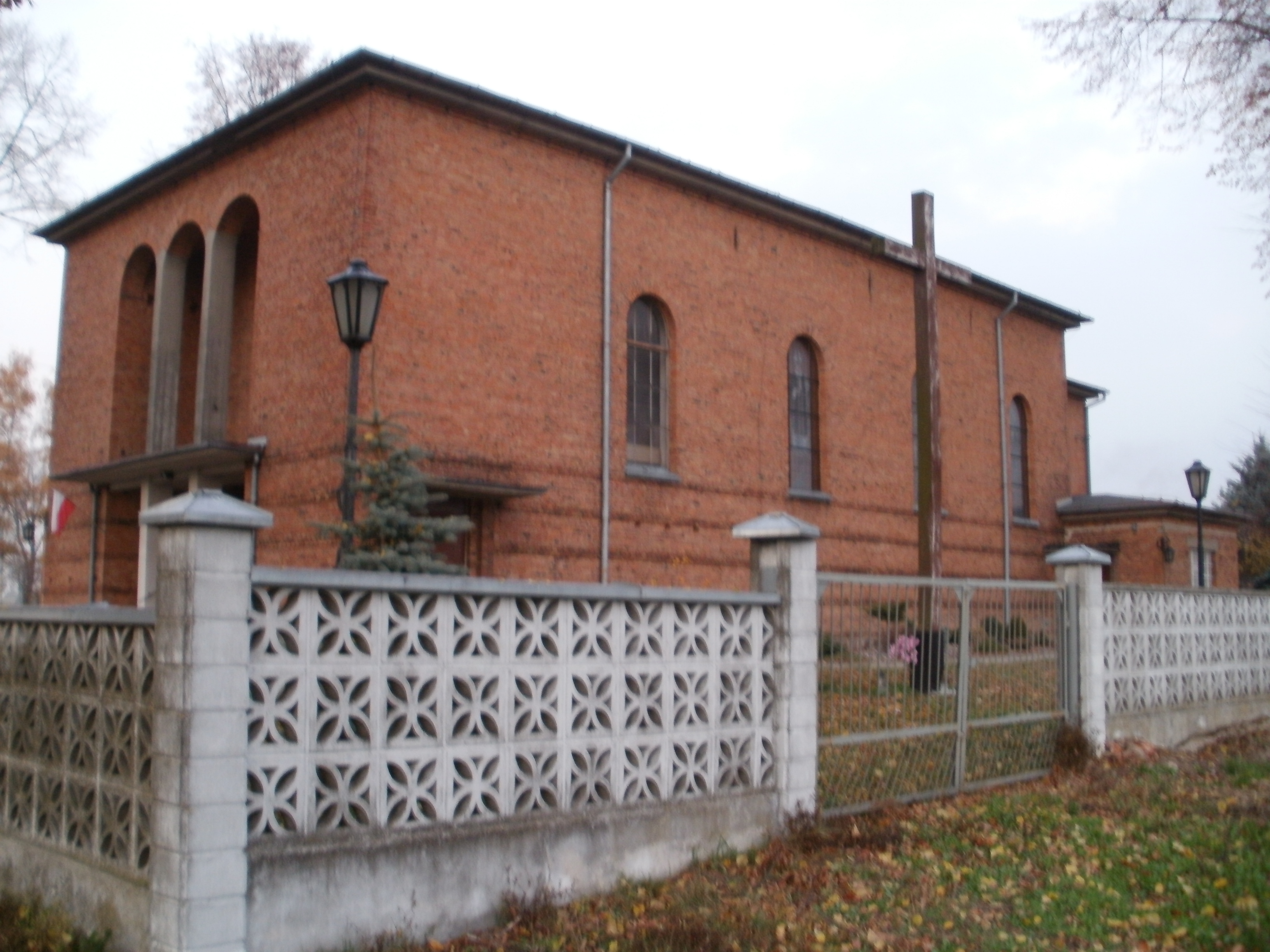
Die südliche Wand
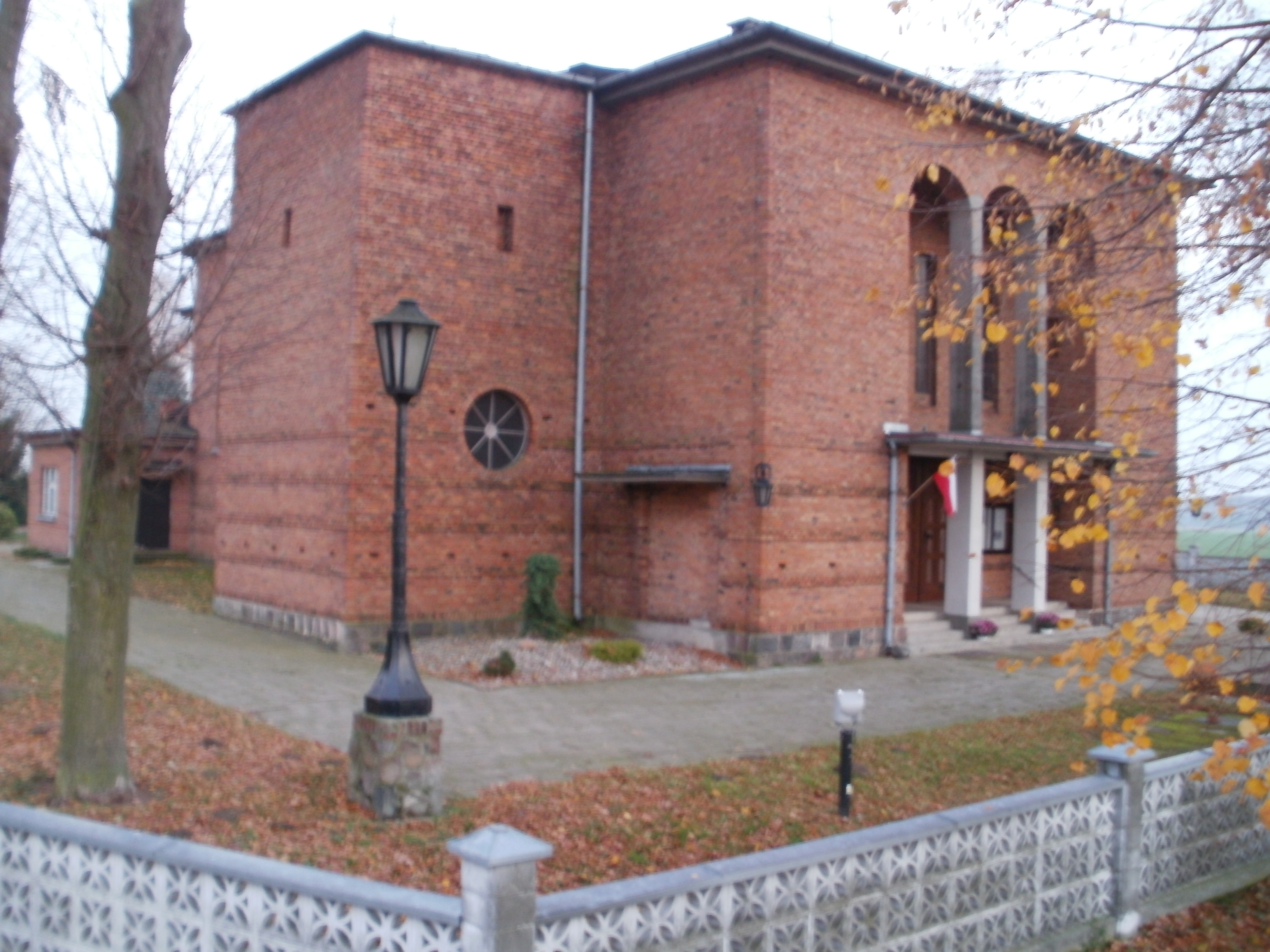
Die nördliche Wand
Situationsplan von Kirchengebäuden
Die vordere Wand der Kirche – Projektion